# Kuźnica (gmina Kłomnice)
Kuźnica – wieś w Polsce, położona w województwie śląskim, w powiecie częstochowskim, w gminie Kłomnice.

## Historia
Pod koniec XIX wieku miejscowość jako folwark oraz wieś Kuźnica leżącą nad rzeką Wiercicą odnotował Słownik geograficzny Królestwa Polskiego. Leżała ona w powiecie noworadomskim, gmina Garnek, parafia Kłomnice. W 1884 wieś liczyła 25 domów, w których mieszkało 200 mieszkańców. Miejscowość miała 226 morg obszaru należących do włościan. Mieściła się w niej także karczma – 1 dom stojący na 2 morgach ziemi. W kolejnym tomie słownika wieś wymieniona została w opisie gminy Garnek: Na łąkach pod wsią Kuźnicą, nad rzeką Wiercicą, jest kopiec mający w podstawie 120 łokci wysokości. Były tu dawniej kuźnice żelaza czego dowodem znaczna ilość żużli we wsiach Dąbku i Kuźnicy. Jak podaje Słownik geograficzny Królestwa Polskiego właścicielem dóbr kuźnickich był pod koniec XIX wieku Julian Koryat Moraczewski.

## Podział administracyjny
W latach 1975–1998 miejscowość administracyjnie należała do województwa częstochowskiego.